# 海德公園 (悉尼)
海德公園，又譯奚拍園、係拍花園，是位於雪梨中心商業區东侧的都市公園，也是澳大利亚最古老的公园，面积16.2-公頃（40-英畝）。它是一个公园链的最南端，向北经悉尼禁苑（The Domain）和悉尼皇家植物园一直延伸到悉尼港岸边。海德公园的形状大致呈长方形，南端方形，而北端圆形。公园西接伊利沙伯街，东接书院街（College Street），北接圣占士道及艾伯特親王道，南接利物浦街。
环绕海德公园的边界，北侧是新南威尔士州最高法院、聖公會圣雅各堂、海德公园军营和悉尼医院，东侧是圣母主教座堂、澳洲博物馆和悉尼文法学校，南侧是唐宁中心法庭大樓，西侧是大卫琼斯百货公司旗舰店和中心商務區。它被被东西走向的公园街分为两部分。海德公園的花园看护良好，有細葉榕、 棕榈树等约580种树木，并以壮观的无花果树林荫大道著称。
海德公园被公園街分爲南、北兩部分，其中北部的核心是阿齐保喷泉（Archibald Fountain），南部的核心則是澳紐軍團戰爭紀念堂（ANZAC War Memorial）。

## 圖片集

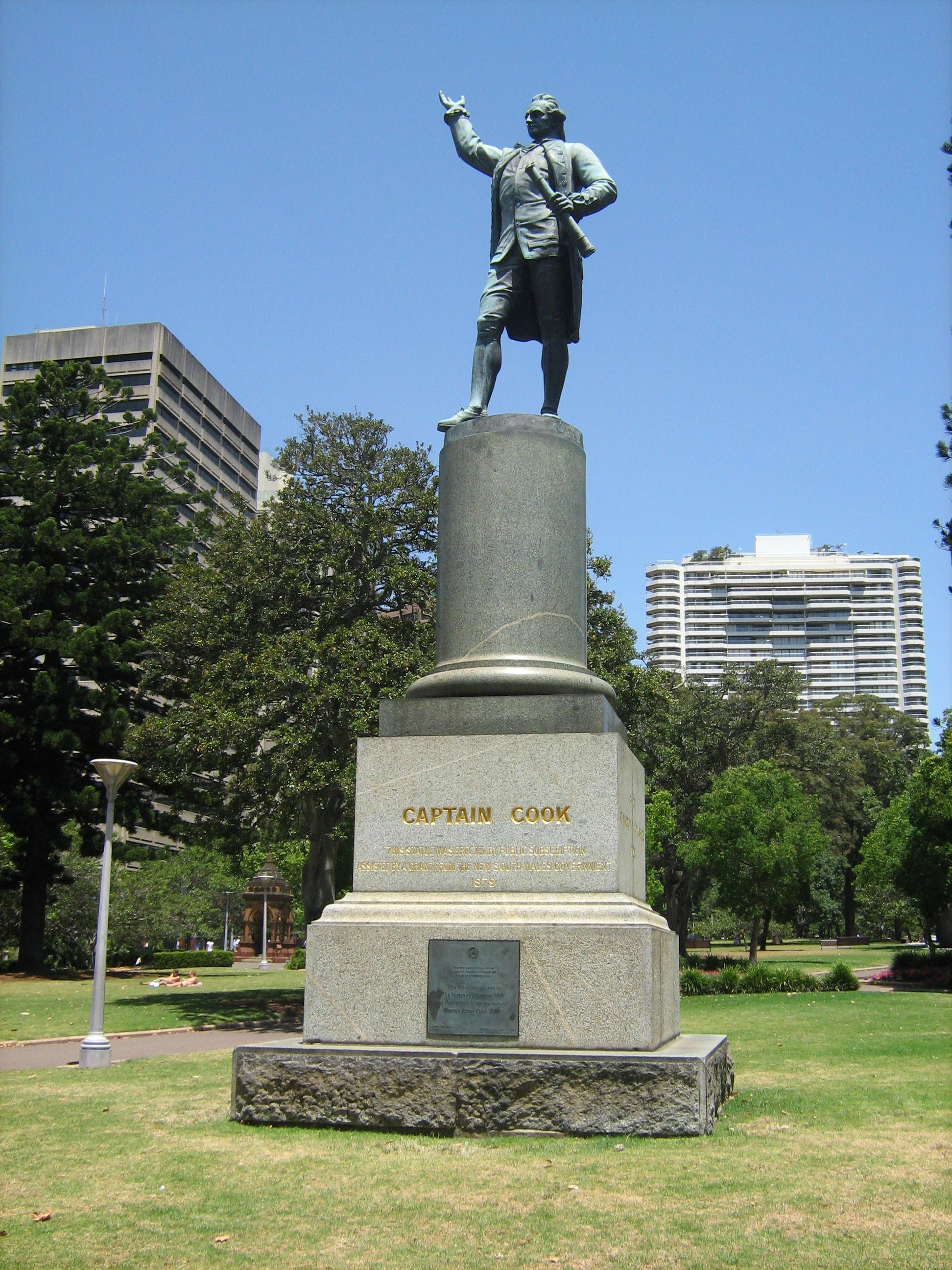
库克船长的雕像（Statue of James Cook）
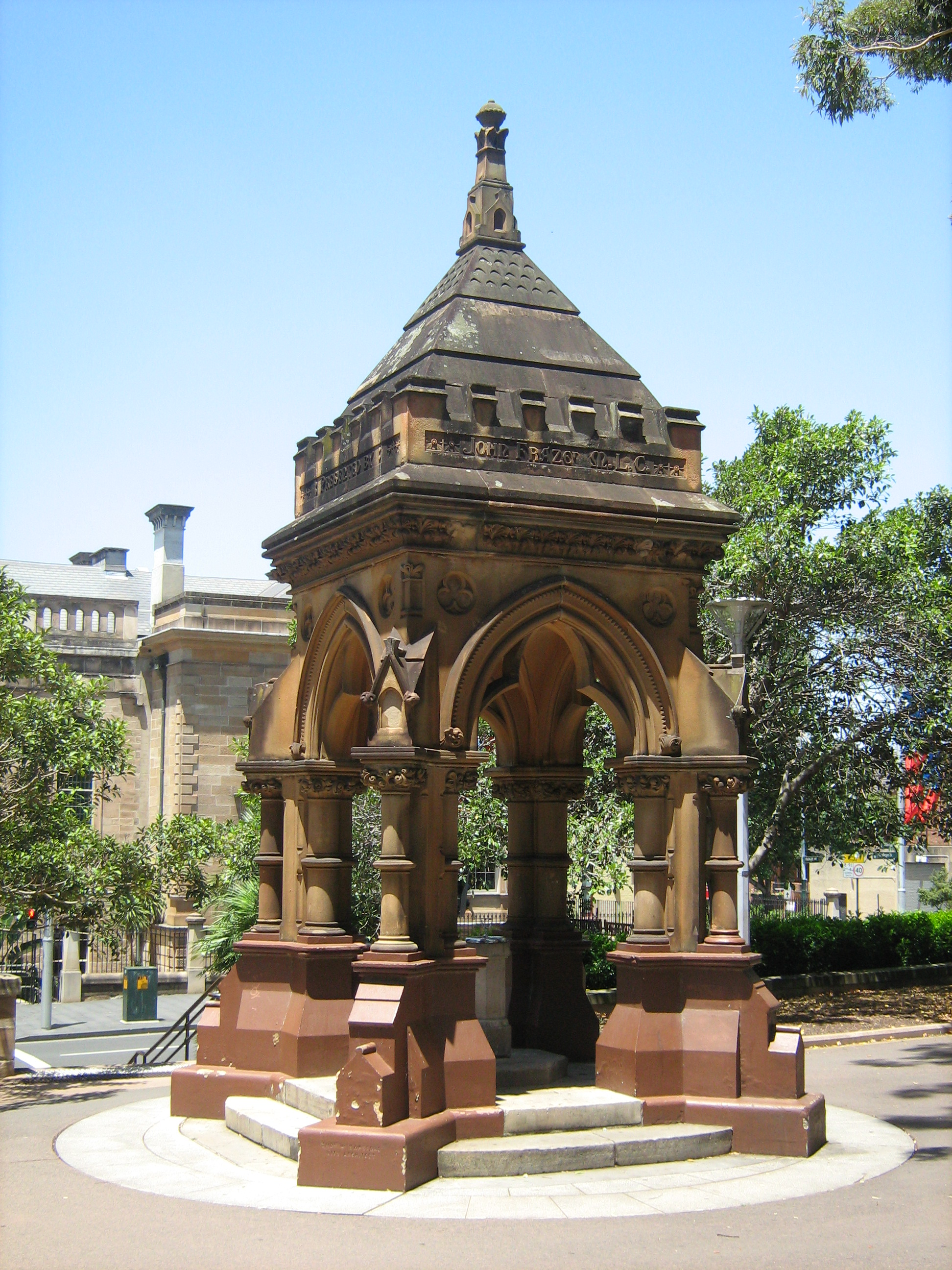
噴泉
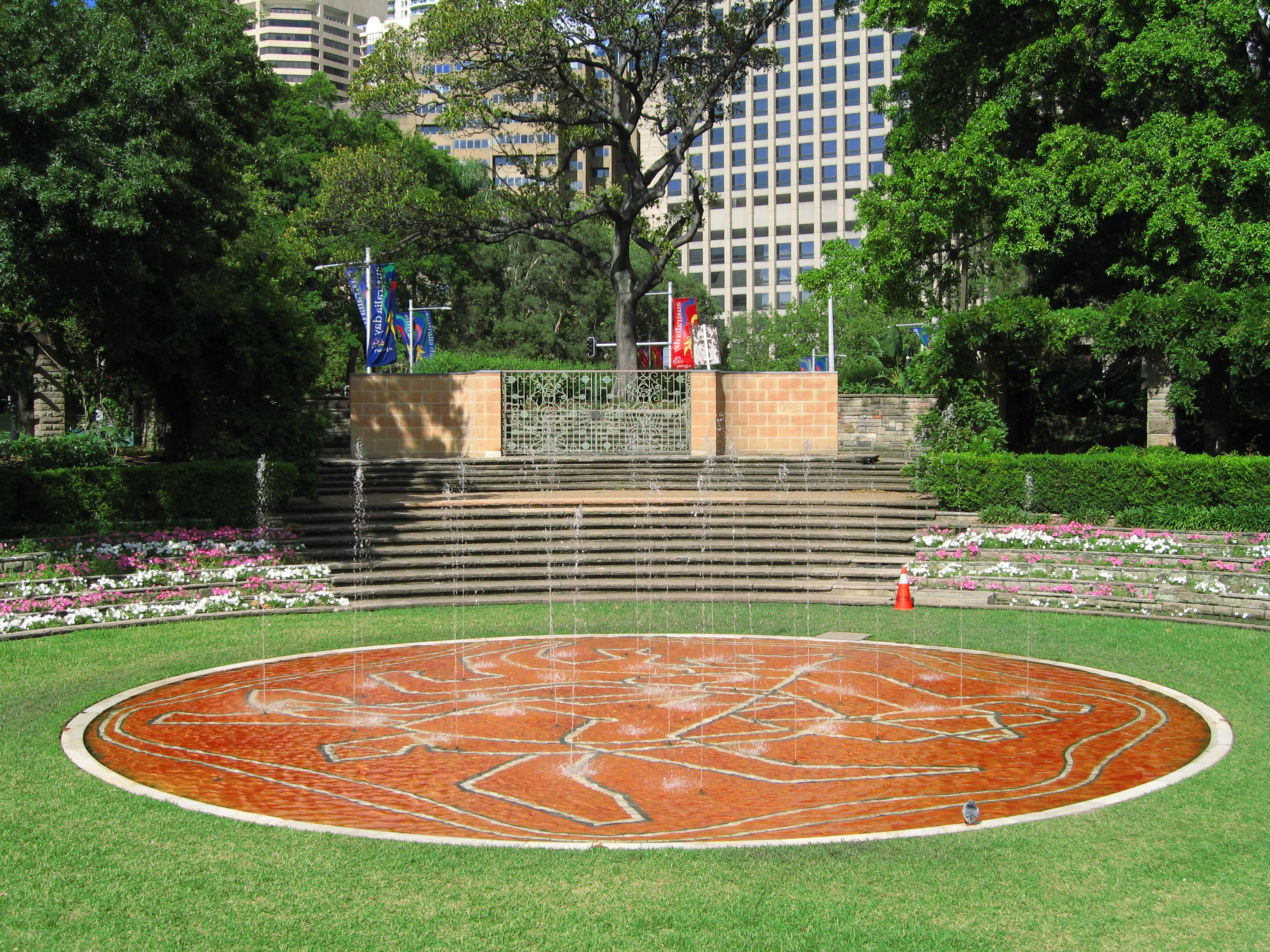
桑德灵厄姆花园（Sandringham Gardens）
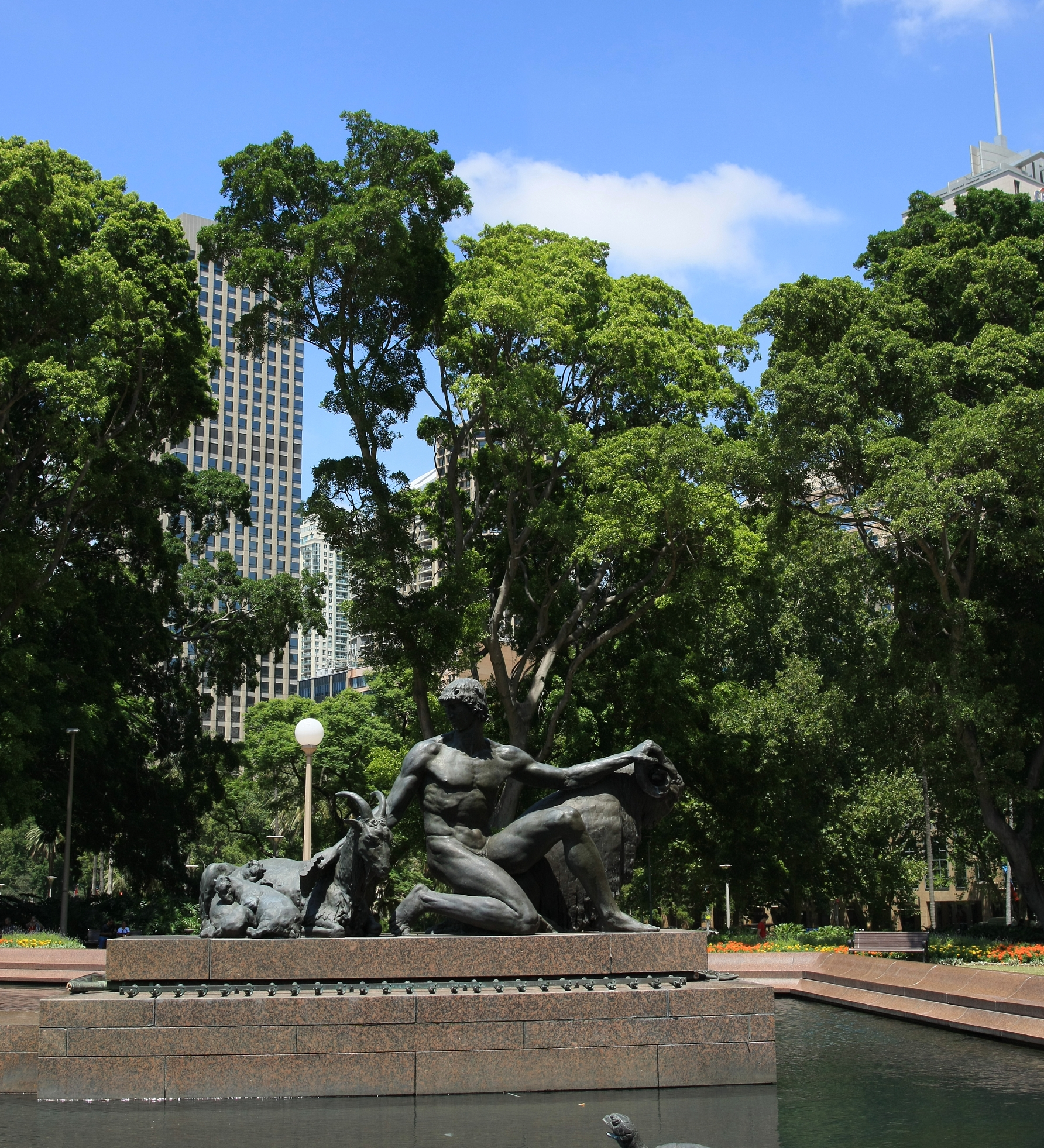
阿齐保喷泉（Archibald Fountain）
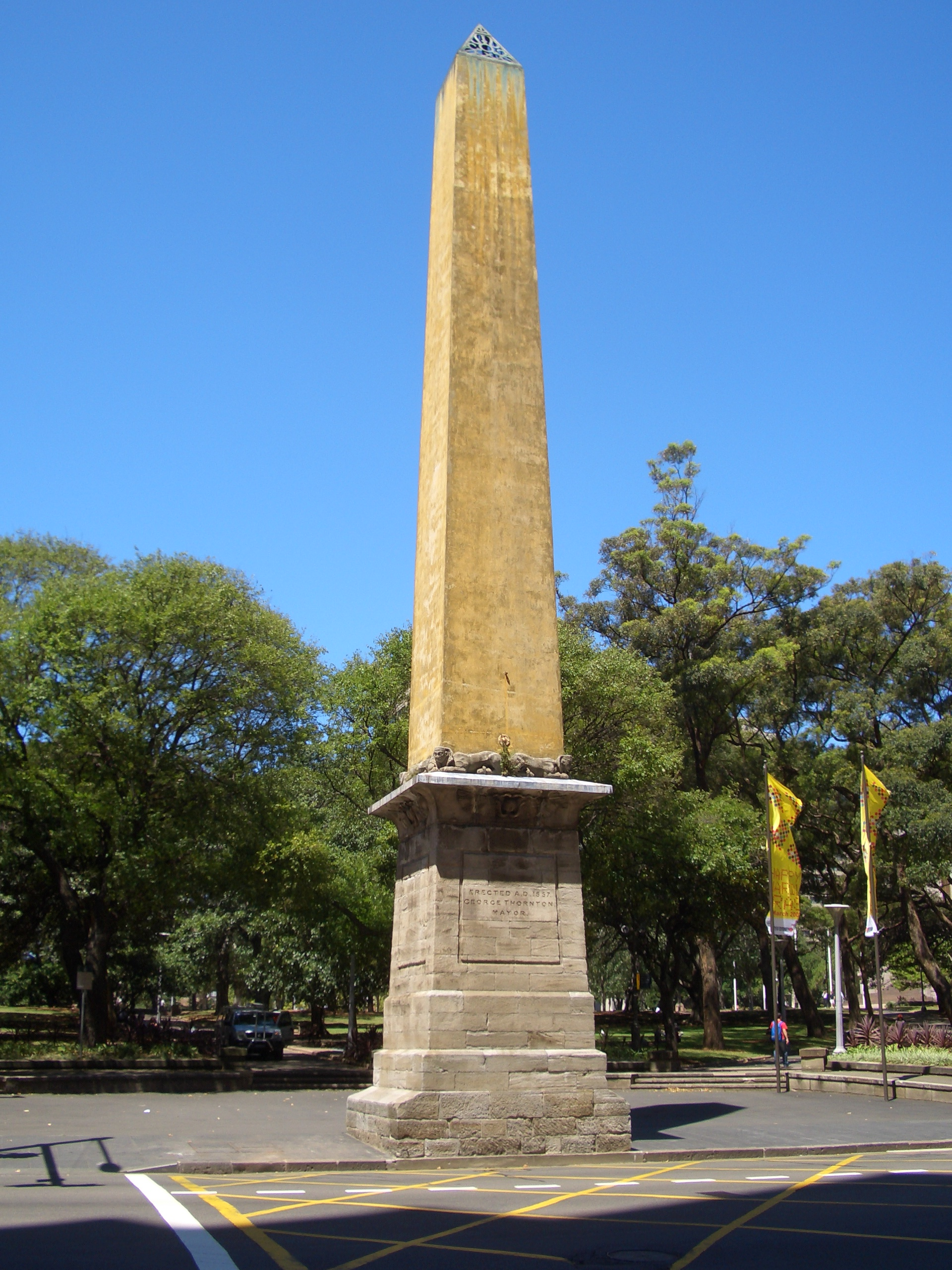
方尖碑（Hyde Park Obelisk）
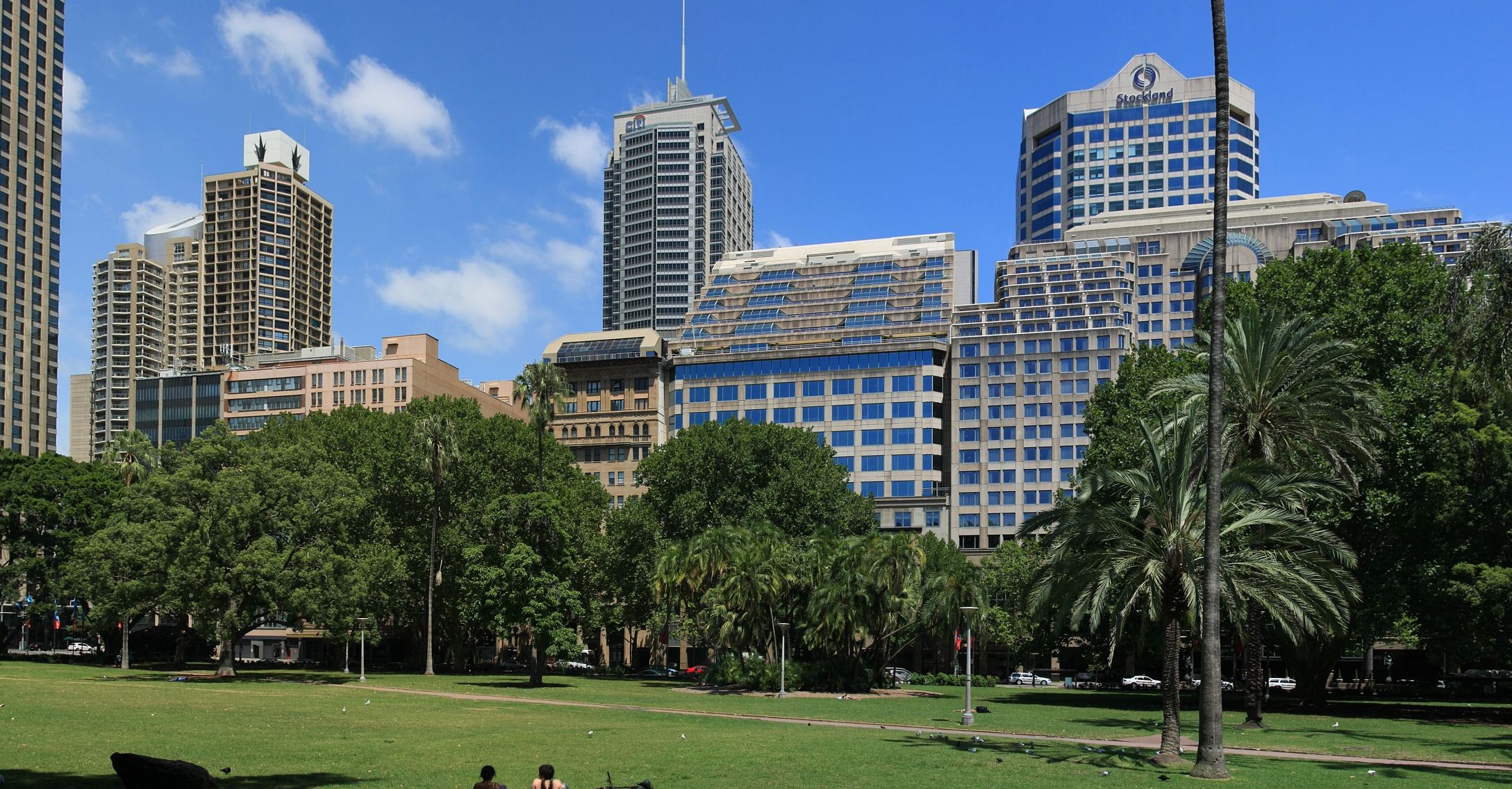
望向伊利沙伯街
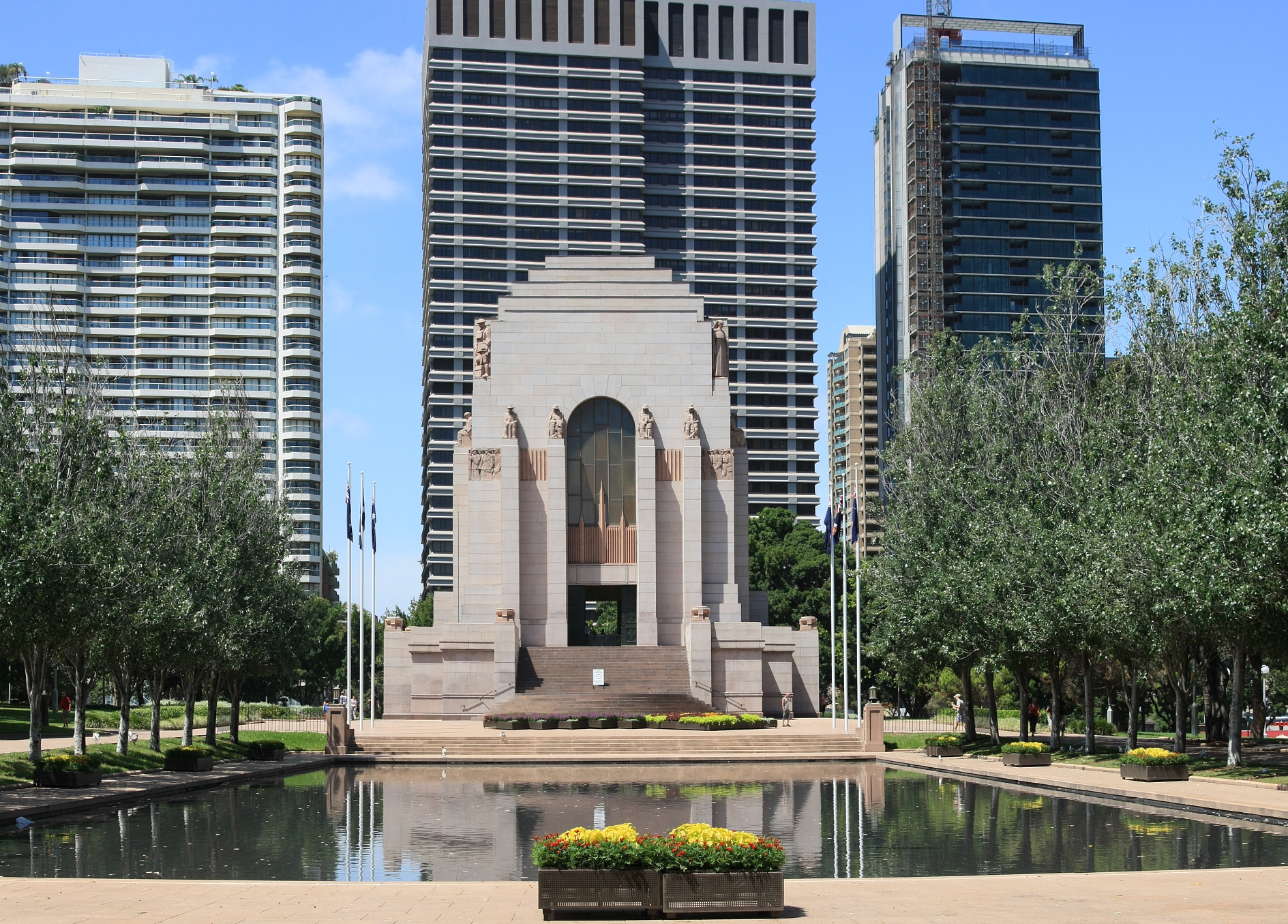
澳紐軍團戰爭紀念堂（ANZAC War Memorial at night）
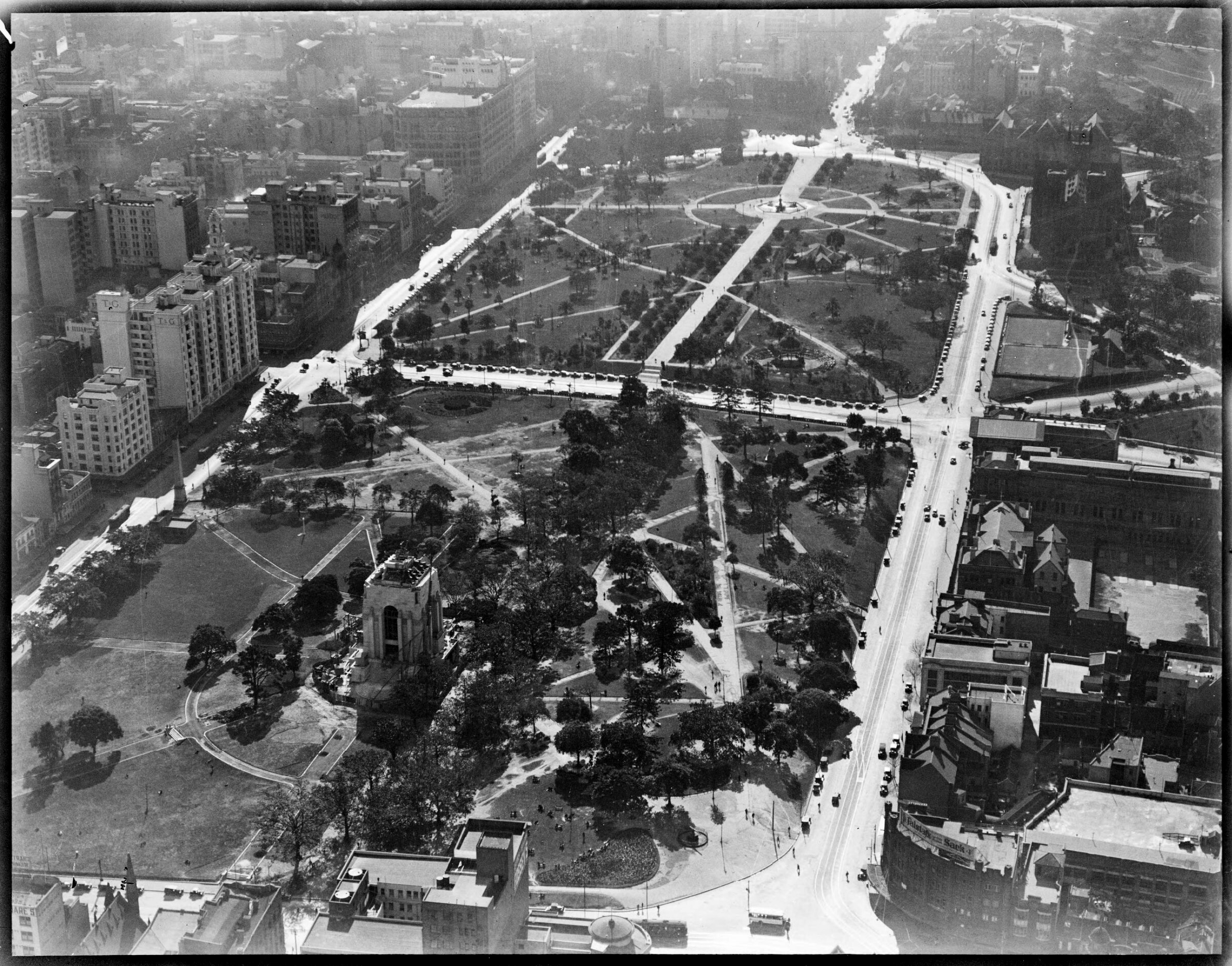
1943年公園面貌